# ハアパイ諸島

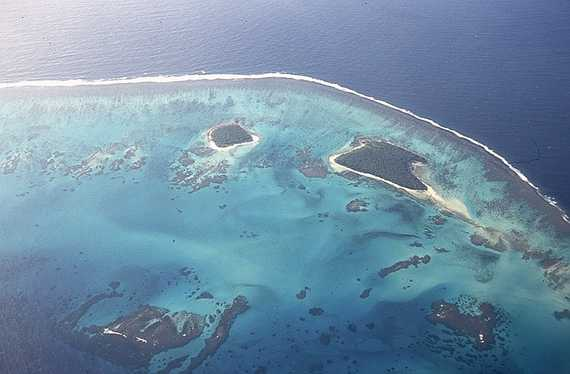
ハアパイ諸島

ハアパイ諸島(Haʻapai)は、トンガにある諸島。トンガ中部に位置し、トンガの主島トンガタプ島から北に160km、ヴァヴァウ諸島から南に112kmの地点に位置する。ハアパイ諸島に有人島は17あり、東部にあるリフカ島がハアパイの主島となっている。主都のパンガイもリフカ島に位置する。

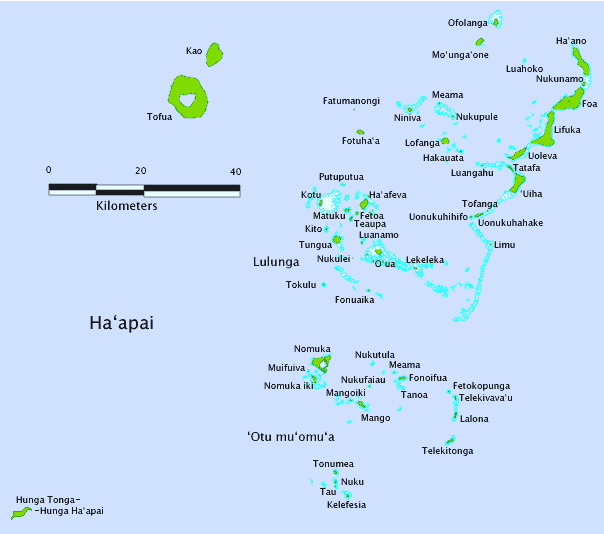
ハアパイ諸島地図

## 概要
ハアパイ諸島はいくつかのグループに分かれており、東のリフカ諸島には北からハアアノ、フォア、リフカ、ウオレバ、タタファ、ウイハの島々が並ぶ。中でもフォア島とリフカ島が大きく人口も多い。2016年の人口は、フォア島が1,392人、リフカ島が2,205人で、諸島全人口6,125人の半分以上を両島が占める。両島は橋で結ばれている。 北のハアアノ島は4つの村があり人口は415人、南のウイハ島は人口558人で2つの村があり、古代の遺跡や墓地が残っている。
西には活火山を擁するトフア島と休火山のあるカオ島があり、中部には環礁からなるコツ諸島が、最南部にはノムカ諸島がある。
ノムカ諸島のノムカ島やマンゴ島は2022年のフンガ・トンガ噴火の際に発生した津波などで大きな被害を受けた。

## 出身人物
- マラカイ・フェキトア - ラグビー選手。